# Violettes impériales (film, 1932)
Pour les articles homonymes, voir Violettes impériales.
Pour plus de détails, voir Fiche technique et Distribution.
Violettes impériales ((es) Violetas Imperiales) est un film français de Henry Roussel sorti en 1932.

## Origines
Reprenant l'immense succès de la chanson La Violetera interprétée, entre autres, par Raquel Meller, Henry Roussel va tourner avec cette dernière une comédie dramatique mettant en scène une petite marchande de violettes (une roturière donc) qui comme Cendrillon va finir par épouser une personne de haute condition, ici un Comte. En tout cas, Violettes impériales, le premier film du nom (1924) bien que muet, fut un triomphe. Aussi, dès le débuts du parlant, le metteur en scène en réalisera-t-il une nouvelle version en 1932, toujours avec Raquel Meller.
Sur le thème universel de l'amour qui vainc tous les obstacles, ce conte de fée des temps modernes mêlant adroitement personnages réels et imaginaires, verront le jour une opérette en 1947 et une nouvelle version en 1952 (avec Luis Mariano).

## Synopsis
Séville, 1852 : l'héroïne, une petite marchande de fleurs surnommée Violetta a rencontré le comte Pierre de Saint-Affremont et ce fut immédiatement le grand amour. Mais comment une petite marchande de violettes peut-elle espérer épouser un si grand seigneur ? De plus, Madame de Saint-Affremont, mère de Pierre, a formé le projet d’unir son fils à la belle Eugénie de Montijo, avec l’appui du Marquis Carlos Lopez Vega Santianos qui est lui aussi amoureux de Violetta. Ce dernier s’efforce de prouver à Violetta l’indignité de Pierre et il y arrive si bien que Violetta essaie de poignarder Eugénie lors d’une rencontre où celle-ci est au bras de Juan. Eugénie rompant alors avec le jeune comte, s’oppose à l’arrestation de la jeune fille qui lui prédit qu’elle sera un jour impératrice.
Paris, 1854 : Eugénie de Montijo est effectivement devenue impératrice en épousant Napoléon III. L’impératrice qui n’a pas oublié les prédictions de Violetta, la fait venir à Paris et lui confie la place de fleuriste de la Cour impériale. Après un long voyage, Pierre vient à Paris comme attaché militaire à l’ambassade d’Espagne et y retrouve Violetta. Cependant, il a pour mission de faire pression sur l’impératrice afin qu’elle oriente Napoléon III vers un changement politique, ce qu'Eugénie de Montijo refuse. La mission de Pierre étant un échec, un groupe de conjurés le séquestre aussitôt et s’emploie à fomenter un attentat contre le couple impérial. Violetta surprend le complot et prend la place de l’impératrice et est blessée à sa place. Émue par ce dévouement, l’empereur anoblit la jeune fille qui peut enfin épouser son comte.

## Fiche technique
- Titre : Violettes impériales
- Réalisation : Henry Roussel
- Décors : Robert Gys
- Costumes : René Decrais
- Musique : José Padilla Sánchez et Tiarko Richepin
- Photographie : Raoul Aubourdier et Fédote Bourgasoff
- Pays d'origine :  France
- Format : Noir et blanc -  Son mono - 1,37:1
- Genre : Comédie dramatique
- Date de sortie : 
  - France - 16 décembre 1932

## Distribution
- Raquel Meller : Violetta
- Suzanne Bianchetti : Eugénie de Montijo
- Georges Péclet : Comte Pierre de Saint-Affremont
- Émile Drain : Napoléon III
- Paule Andral : Madame de Montijo Mère
- Carlotta Conti : Madame de Berry-Fronsac
- Marguerite Charles : La maréchale de Mondovi
- Jeannette Marcy : Mademoiselle Adélaïde
- Louisa de Mornand : Madame de la Tour-Maignan
- Robert Dartois : le Duc de Morny
- Victor Vina : le Professeur Fourras
- Carlos San Martín : le marquis Carlos Lopez Vega Santianos
- Jean Reyma : Raoul
- Fernand Mailly : l'Évêque
- Suzy Delair

## Antériorité et postérité
Thème : on ne peut que remarquer la proximité de ce thème avec celui de My Fair Lady.
1. Violettes impériales (1924) ou Violetas imperiales en Espagne.
2. Violettes impériales, opérette, En 1947, livret et mise-en-scène de Henri Varna, musique de Vincent Scotto[1], représentée à Mogador le 31 janvier 1948. Reprise au même théâtre le 28 juin 1952 et le 3 février 1961. Reprise finalement au Théâtre de la Porte-Saint-Martin en octobre 1981[2]
3. Violettes impériales (1952) ou Violetas imperiales en Espagne (titre original) ou Violette imperiali en Italie